# 스튜던트 오브 더 이어
스튜던트 오브 더 이어(Student of the Year)는 인도에서 제작된 카란 조하르 감독의 2012년 코미디, 멜로/로맨스 영화이다. 시드하스 말호트라 등이 주연으로 출연하였다.

## 출연

### 주연
- 시드하스 말호트라

### 조연
- 사나 사에드
- 알리아 바트